# Clawfinger
Clawfinger és un grup de metal industrial i rap metal de Suècia. Clawfinger és conegut per la música agressiva però melòdica i per abordar temes polítics i antiracistes en les seves lletres. Al llarg de la seua carrera han girat amb bandes com Anthrax, Rammstein o Alice In Chains. La cançó «Do What I Say», de l'àlbum Use Your Brain, forma part de la banda sonora de la pel·lícula Airbag.

## Membres
Membres actuals
- Zak Tell: veu (1989-2013, 2017-actualitat)
- Jocke Skog: teclats (1989-2013, 2017– actualitat)
- Bård Torstensen: guitarra (1999-2013, 2017–actualitat)
- André Skaug: baix (1992-2013, 2017–actualitat)
- Micke Dahlén: bateria (2008-2013, 2017–actualitat)

Antics membres
- Erlend Ottem: guitarra (1990-2003)
- Morten Skaug: bateria (1992–1994)
- Ottar Vigerstøl: bateria (1994–1997)
- Henka Johansson: bateria (1997-2008)

## Discografia
- Deaf Dumb Blind (1993)
- Use Your Brain (1995)
- Clawfinger (1997)
- A Whole Lot of Nothing (2001)
- Zeros & Heroes (2003)
- Hate Yourself with Style (2005)[2]
- Life Will Kill You (2007)